# Івашутін Петро Іванович
Петро Іванович Івашутін (при народженні — Івашутич) (5 (18) вересня 1909 , Брест-Литовськ, Брестський повіт, Гродненська губернія, Російська імперія  — 4 червня 2002 , Москва ) — радянський діяч органів держбезпеки.
Член ЦК КП України у 1952—1954 роках. Депутат Верховної Ради СРСР 3-го скликання (довобраний у 1952 році), 7-11-го скликань, депутат Верховної Ради УРСР 2-го скликання.

## Біографія
Народився 5 (18) вересня 1909 року в родині машиніста в місті Брест-Литовськ, тепер Брест, Білорусь. Закінчив 5 класів школи-семирічки у місті Сновську Чернігівської губернії (1923), профтехшколу у місті Городня Чернігівського округу (1927), вечірній робітничий факультет у м. Іваново-Вознесенську (1931).
Трудову діяльність розпочав в 1927 році слюсарем на прядильно-ткацькій фабриці у місті Іваново-Вознесенську. У 1928—1931 роках працював слюсарем, бригадиром, помічником майстра цеху іваново-вознесенського механічного заводу № 1 «Сантехбуд».
Член ВКП(б) з 1930 року.
З 1931 року — на службі в Робітничо-селянській Червоній Армії: курсант 7-ї повітряної школи льотчиків Приволзького військового округу, льотчик-інструктор, пілот авіабригади, командир ескадрильї в/ч 1689 Московського військового округу (у 1934—1937 роках). У 1937—1939 роках навчався у Військово-повітряній академії імені Жуковського (м. Москва), закінчив три курси.
З січня 1939 року — на службі в органах НКВС. У січні 1939 — травні 1941 року — начальник Особливого відділу НКВС військового з'єднання 5755 23 стрілецького корпусу Білоруського військового округу. У травні — жовтні 1941 року — заступник начальника 3-го відділу — Особливого відділу НКВС Закавказького військового округу. 28 січня — 19 травня 1942 року — заступник начальника Особливого відділу НКВС Кримського фронту; 20 травня — 3 вересня 1942 року — заступник начальника Особливого відділу НКВС Кавказького фронту; 3 вересня  — грудні 1942 року — заступник начальника Особливого відділу НКВС Чорноморської групи військ. У січні — квітні 1943 року — начальник Особливого відділу НКВС 47-ї армії. У квітні — листопаді 1943 року — начальник Управління контррозвідки СМЕРШ Південно-Західного фронту. У листопаді 1943 — червні 1945 року — начальник Управління контррозвідки СМЕРШ 3-го Українського фронту.
У червні 1945 — листопаді 1947 року — начальник Управління контррозвідки СМЕРШ-МДБ Південної групи військ. У листопаді 1947 — листопаді 1949 року — начальник Управління контррозвідки МДБ Групи радянських окупаційних військ у Німеччині. У листопаді 1949 — грудні 1951 року — начальник Управління контррозвідки МДБ Ленінградського військового округу. У грудні 1951 — вересні 1952 року — заступник начальника 3-го головного управління МДБ СРСР.
З 6 вересня 1952 року до 16 березня 1953 року — міністр державної безпеки Української РСР. З 19 березня до 11 червня 1953 року — заступник міністра внутрішніх справ Української РСР.
У липні 1953 — березні 1954 року — заступник начальника 3-го Управління МВС СРСР. У березні — червні 1954 року — начальник 5-го Управління КДБ при РМ СРСР. З червня 1954 до січня 1956 року — заступник голови КДБ при РМ СРСР, а з січня 1956 до березня 1963 року — 1-й заступник голови КДБ при РМ СРСР
З 14 березня 1963 до 9 липня 1987 року — начальник Головного Розвідувального Управління Генштабу — заступник начальника Генштабу Збройних Сил СРСР по розвідці. У липні 1987 — січні 1992 року — генеральний інспектор групи генеральних інспекторов Міністерства оборони СРСР. З січня 1992 року — у відставці, на пенсії в Москві.
Помер 4 червня 2002 року в Москві, похований на Троєкуровському кладовищі.

## Звання
- капітан держбезпеки (4.02.1939);
- майор держбезпеки (16.04.1942);
- комісар держбезпеки (14.02.1943);
- генерал-майор (26.05.1943);
- генерал-лейтенант (25.09.1944);
- генерал-полковник (18.02.1958);
- генерал армії (23.02.1971)

## Нагороди
- Герой Радянського Союзу (21.02.1985);
- три ордена Леніна (13.09.1944, 21.02.1978, 21.02.1985);
- орден Жовтневої Революції (21.02.1974);
- п'ять орденів Червоного Прапора;
- два ордена Вітчизняної війни 1 ступеня (26.10.1943, 11.03.1985);
- орден «За заслуги перед Отечеством» 3 ступеня (1999);
- орден Богдана Хмельницького 1 ступеня (28.04.1945);
- два ордена Кутузова 2 ступеня (29.06.1945, 4.11.1981);
- орден Трудового Червоного Прапора (7.10.1959);
- три ордена Червоної Зірки (07.04.1940, 17.04.1943, 6.11.1946);
- орден «За заслуги перед Народом і Вітчизною» 3 ступеня (НДР);
- орден «Народна Республіка Болгарія» 1 ступеня (Болгарія);
- орден «За бойові заслуги» 2 ступеня (Болгарія);
- орден «Угорська свобода» 1 ступеня в сріблі (Угорщина);
- медалі